# Lacus Luxuriae

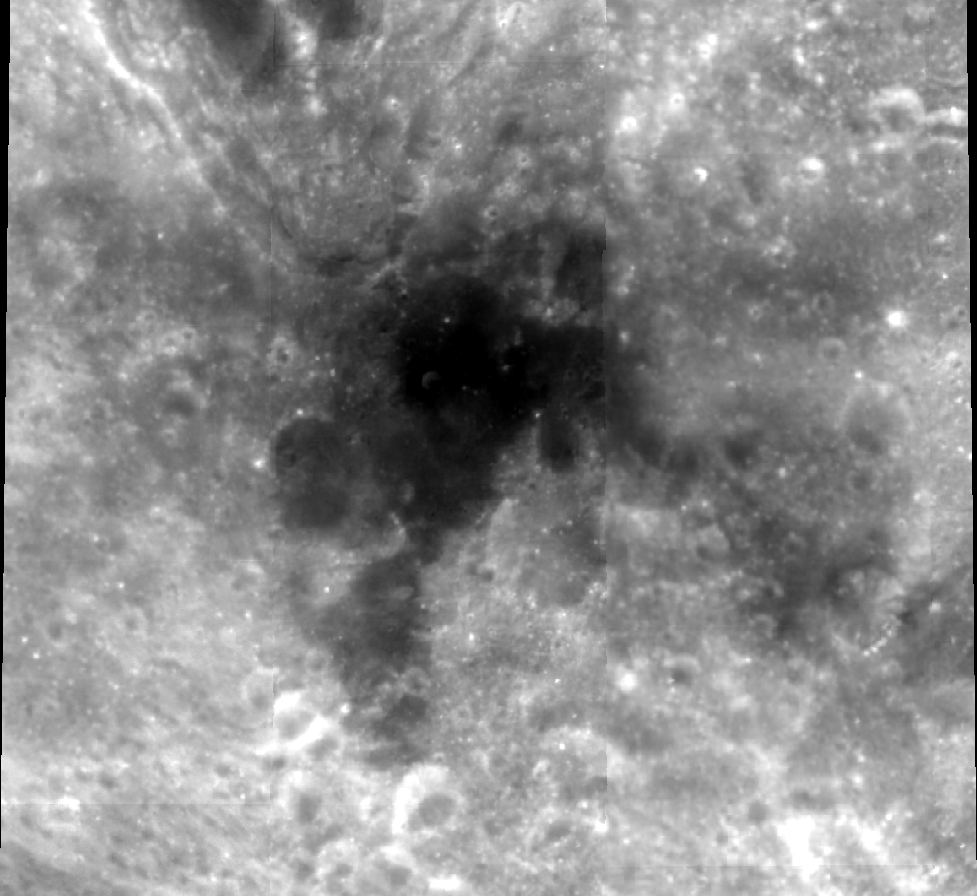
Lacus Luxuriae

Lacus Luxuriae (łac. Jezioro Obfitości) – to małe morze księżycowe. Jego współrzędne selenograficzne to 19,0° N, 176,0° E, a średnica wynosi 50 km. Nazwa została zatwierdzona przez Międzynarodową Unię Astronomiczną w roku 1976.